# Apadana
As ruínas do colossal templo da Apadana localizam-se na cidade de Persépolis, atual Irã. A construção da majestosa obra foi principiada por Dario I, o Grande e concluída no século V a.C. por Xerxes I, seu filho. Foi utilizado como hall dos imperadores. Trinta das setenta colunas, juntamente com as duas gigantescas escadas, sobreviveram às invasões de Alexandre, o Grande e à inexorável deterioração do tempo. 

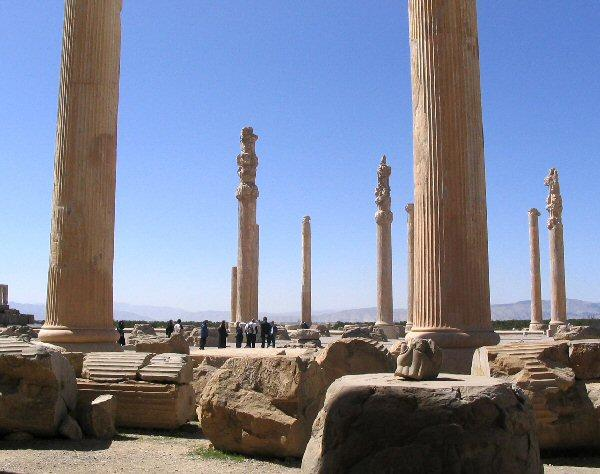
Imagem da Apadana

As colunas são adornadas com gravuras que retratam uma celebração do ano novo, em que representantes das trinta e três nações (diferenciadas visualmente nos relevos pelos cabelos e barbas dos homens, que conferem um ar único e inconfundível a cada delegação) que constituem o Império Aquemênida oferecem presentes e tributos (animais, armas, joias e vasos decorados) ao imperador, como forma de lealdade e gratidão. Há vários soldados (alguns empunhando armas, outros montados em cavalos) e representações de divindades persas, como Aúra-Masda, a águia. Essa construção é demasiado imponente e hierárquica, pois a importância de cada elemento aumenta conforme seu local na escadaria.